# پروتو آنمونین

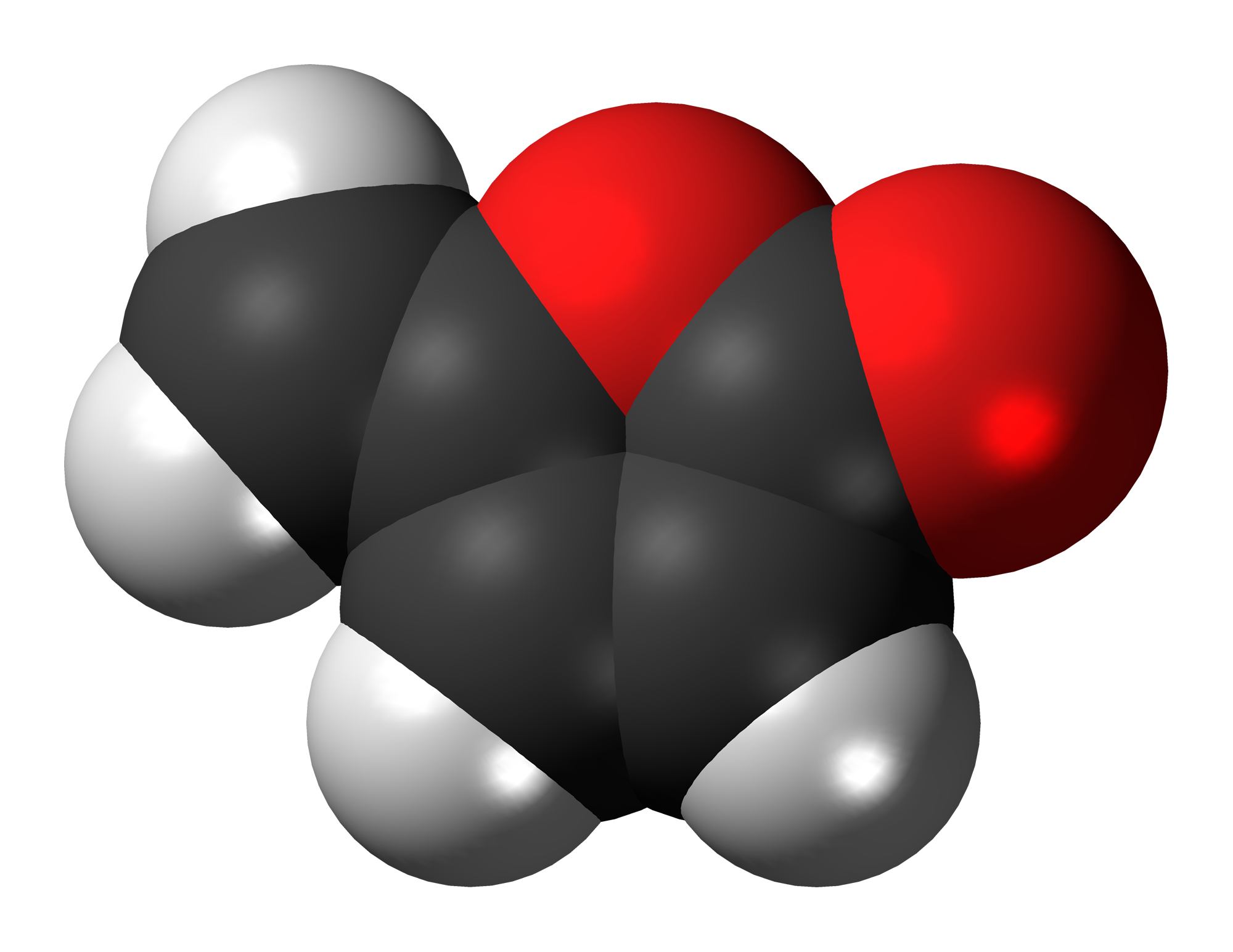
مدل فضا پر کن پروتو آنمونین (C5H4O2)

پروتو آنمونین (به انگلیسی: Protoanemonin) یک ترکیب شیمیایی با شناسه پاب‌کم ۶۶۹۴۸ است. که جرم مولی آن 96.08 g/mol می‌باشد. شکل ظاهری این ترکیب، روغن زرد کمرنگ است.